# Tunnel de Padornelo-Lubián
 (janvier 2022).
Le tunnel de Padornelo-Lubián – ou túnel de Padornelo-Lubián en espagnol – est un tunnel ferroviaire espagnol entre Requejo et Lubián, dans la province de Zamora, en Castille-et-León. Long de 6 406 m, il fait partie de la ligne à grande vitesse de Galice.